# Police Outpost Provincial Park
Police Outpost Provincial Park (franska: Parc provincial de Police Outpost) är en park i Kanada.   Den ligger i provinsen Alberta, i den södra delen av landet, 2 900 km väster om huvudstaden Ottawa. Police Outpost Provincial Park ligger 1 383 meter över havet. Den ligger vid sjön Outpost Lake.
Terrängen runt Police Outpost Provincial Park är platt åt nordost, men åt sydväst är den kuperad. Trakten runt Police Outpost Provincial Park är nära nog obefolkad, med mindre än två invånare per kvadratkilometer.. 
Omgivningarna runt Police Outpost Provincial Park är en mosaik av jordbruksmark och naturlig växtlighet.